# Campionati italiani primaverili di nuoto 2012
I 59. Campionati italiani primaverili di nuoto si sono svolti a Riccione tra il 6 e il 10 marzo 2012. Ad essi hanno partecipato 572 atleti provenienti da 128 società. Viene usata la vasca da 50 metri, in quanto le gare fungono da selezioni per le Olimpiadi di Londra e gli Europei di Debrecen.

## Podi

### Uomini
| Evento               | Oro                                                                                               | Tempo                                   | Argento                                                                                               | Tempo                                   | Bronzo                                                                                     | Tempo                                   |
| Stile libero         |                                                                                                   |                                         | |                                         |                                                                                            |                                         |
| 50 m                 | Marco Orsi                                                                                        | 22"10                                   | Luca Dotto                                                                                            | 22"24                                   | Andrea Rolla                                                                               | 22"27                                   |
| 100 m                | Filippo Magnini                                                                                   | 48"99                                   | Michele Santucci                                                                                      | 49"14                                   | Marco Orsi                                                                                 | 49"31                                   |
| 200 m                | Gianluca Maglia                                                                                   | 1'48"61                                 | Alex Di Giorgio                                                                                       | 1'48"62                                 | Marco Belotti                                                                              | 1'49"14                                 |
| 400 m                | Gabriele Detti                                                                                    | 3'50"53                                 | Alex Di Giorgio                                                                                       | 3'50"89                                 | Cesare Sciocchetti                                                                         | 3'50"94                                 |
| 800 m                | Gregorio Paltrinieri                                                                              | 7'51"97                                 | Rocco Potenza                                                                                         | 7'58"04                                 | Gabriele Detti                                                                             | 8'00"48                                 |
| 1500 m               | Federico Colbertaldo                                                                              | 15'08"83                                | Simone Ruffini                                                                                        | 15'20"42                                | Andrea Fabbroni                                                                            | 15'23"25                                |
| Dorso                |                                                                                                   |                                         | |                                         |                                                                                            |                                         |
| 50 m                 | Mirco Di Tora                                                                                     | 25"33                                   | Niccolò Bonacchi                                                                                      | 25"46 - RIJ*                            | Stefano Mauro Pizzamiglio                                                                  | 25"58                                   |
| 100 m                | Mirco Di Tora                                                                                     | 54"27                                   | Niccolò Bonacchi                                                                                      | 54"94                                   | Sebastiano Ranfagni                                                                        | 55"04                                   |
| 200 m                | Sebastiano Ranfagni                                                                               | 1'57"85                                 | Matteo Milli                                                                                          | 1'58"84                                 | Federico Turrini                                                                           | 1'59"17                                 |
| Rana                 |                                                                                                   |                                         | |                                         |                                                                                            |                                         |
| 50 m                 | Fabio Scozzoli                                                                                    | 27"83                                   | Mattia Pesce                                                                                          | 27"87                                   | Niccolò Ossola                                                                             | 27"97                                   |
| 100 m                | Mattia Pesce                                                                                      | 1'00"78                                 | Fabio Scozzoli                                                                                        | 1'01"21                                 | Flavio Bizzarri                                                                            | 1'01"66                                 |
| 200 m                | Flavio Bizzarri                                                                                   | 2'12"43                                 | Luca Pizzini                                                                                          | 2'13"18                                 | Mattia Pesce                                                                               | 2'13"99                                 |
| Farfalla             |                                                                                                   |                                         | |                                         |                                                                                            |                                         |
| 50 m                 | Piero Codia                                                                                       | 23"84                                   | Paolo Facchinelli                                                                                     | 23"85                                   | Tommaso Romani                                                                             | 24"50                                   |
| 100 m                | Matteo Rivolta                                                                                    | 53"31                                   | Piero Codia                                                                                           | 53"50                                   | Marco Belotti                                                                              | 53"93                                   |
| 200 m                | Matteo Pelizzari                                                                                  | 1'57"60                                 | Francesco Pavone                                                                                      | 1'58"12                                 | Niccolò Beni                                                                               | 1'58"45                                 |
| Misti                |                                                                                                   |                                         | |                                         |                                                                                            |                                         |
| 200 m                | Federico Turrini                                                                                  | 1'59"64                                 | Luca Angelo Dioli                                                                                     | 2'00"83                                 | Simone Geni                                                                                | 2'02"89                                 |
| 400 m                | Federico Turrini                                                                                  | 4'15"11                                 | Luca Marin                                                                                            | 4'15"91                                 | Alessandro Cuoghi                                                                          | 4'19"36                                 |
| Staffette            |                                                                                                   |                                         | |                                         |                                                                                            |                                         |
| 4x100 m stile libero | SMGM Team Lombardia Andrea Rolla Mattia Schirru Maurizio Mottola Giacomo Ferri                    | 3'18"95 49"22 49"06 50"63 50"04         | Gruppo Sportivo Fiamme Oro Roma A Luca Leonardi Lucio Spadaro Stefano Mauro Pizzamiglio Mirco Di Tora | 3'19"96 49"72 49"58 50"29 50"37         | Larus Nuoto A Marko Macciola Filippo Magnini Filippo Barbacini Thomas Iacobini             | 3'20"36 50"93 48"30 50"90 50"23         |
| 4x200 m stile libero | Circolo Canottieri Aniene A Alex Di Giorgio Nicola Cassio Damiano Lestingi Marco Belotti          | 7'19"16 1'48"79 1'48"99 1'49"48 1'51"90 | Larus Nuoto A Filippo Barbacini Damiano Corapi Filippo Magnini Thomas Iacobini                        | 7'22"82 1'51"69 1'52"65 1'47"41 1'51"07 | Aurelia Nuoto Andrea Mitchell D'Arrigo Gianmarco Baldassarre Rocco Potenza Michele Berardi | 7'25"15 1'49"93 1'51"16 1'53"17 1'50"89 |
| 4x100 m misti        | Gruppo Sportivo Fiamme Oro Roma A Mirco Di Tora Mattia Pesce Stefano Mauro Pizzamiglio Marco Orsi | 3'36"01 54"51 59"88 53"48 48"14         | Circolo Canottieri Aniene A Damiano Lestingi Edoardo Giorgetti Piero Codia Lorenzo Benatti            | 3'39"39 55"85 1'01"24 52"87 49"43       | Gruppo Sportivo Forestale Matteo Giordani Flavio Bizzarri Luca Angelo Dioli Luca Dotto     | 3'40"18 55"59 1'01"01 55"24 48"34       |

*RIJ= Record italiano giovanile categoria Juniores.

### Donne
| Evento               | Oro                                                                                          | Tempo                                   | Argento                                                                                      | Tempo                                   | Bronzo                                                                                       | Tempo                                   |
| Stile libero         |                                                                                              |                                         |                                                                                              |                                         |                                                                                              |                                         |
| 50 m                 | Erika Ferraioli                                                                              | 25"70                                   | Erica Buratto                                                                                | 25"81                                   | Silvia Di Pietro Silvia Copetta                                                              | 25"92                                   |
| 100 m                | Federica Pellegrini                                                                          | 54"73                                   | Alice Mizzau                                                                                 | 55"41                                   | Erika Ferraioli                                                                              | 55"78                                   |
| 200 m                | Federica Pellegrini                                                                          | 1'57"10                                 | Alice Mizzau                                                                                 | 1'59"27                                 | Diletta Carli                                                                                | 1'59"44                                 |
| 400 m                | Federica Pellegrini                                                                          | 4'05"70                                 | Alessia Filippi                                                                              | 4'11"67                                 | Alice Nesti                                                                                  | 4'11"70                                 |
| 800 m                | Martina De Memme                                                                             | 8'37"28                                 | Alice Nesti                                                                                  | 8'38"27                                 | Martina Rita Caramignoli                                                                     | 8'43"32                                 |
| 1500 m               | Martina Grimaldi                                                                             | 16'27"77                                | Rachele Bruni                                                                                | 16'31"14                                | Irene De Biasi                                                                               | 16'34"70                                |
| Dorso                |                                                                                              |                                         |                                                                                              |                                         |                                                                                              |                                         |
| 50 m                 | Arianna Barbieri                                                                             | 28"47                                   | Elena Gemo                                                                                   | 28"94                                   | Laura Letrari                                                                                | 29"08                                   |
| 100 m                | Elena Gemo                                                                                   | 1'01"21                                 | Arianna Barbieri                                                                             | 1'01"26                                 | Carlotta Zofkova                                                                             | 1'01"38                                 |
| 200 m                | Alessia Filippi                                                                              | 2'09"37                                 | Federica Sorriso                                                                             | 2'12"34                                 | Ambra Esposito                                                                               | 2'13"40                                 |
| Rana                 |                                                                                              |                                         |                                                                                              |                                         |                                                                                              |                                         |
| 50 m                 | Chiara Boggiatto                                                                             | 32"11                                   | Lisa Fissneider                                                                              | 32"12                                   | Elisa Antonelli                                                                              | 32"26                                   |
| 100 m                | Chiara Boggiatto                                                                             | 1'09"12                                 | Lisa Fissneider                                                                              | 1'09"47                                 | Michela Guzzetti                                                                             | 1'10"00                                 |
| 200 m                | Chiara Boggiatto                                                                             | 2'28"12                                 | Lisa Fissneider                                                                              | 2'28"37                                 | Elisa Celli                                                                                  | 2'28"96                                 |
| Farfalla             |                                                                                              |                                         |                                                                                              |                                         |                                                                                              |                                         |
| 50 m                 | Silvia Di Pietro                                                                             | 26"62                                   | Ilaria Bianchi                                                                               | 26"89                                   | Elena Gemo                                                                                   | 27"05                                   |
| 100 m                | Ilaria Bianchi                                                                               | 58"63                                   | Elena Di Liddo                                                                               | 59"17                                   | Silvia Di Pietro                                                                             | 59"64                                   |
| 200 m                | Alessia Polieri                                                                              | 2'10"39                                 | Silvia Meschiari                                                                             | 2'11"65                                 | Emanuela Albenzi                                                                             | 2'12"20                                 |
| Misti                |                                                                                              |                                         |                                                                                              |                                         |                                                                                              |                                         |
| 200 m                | Stefania Pirozzi                                                                             | 2'15"46                                 | Alessia Polieri                                                                              | 2'16"75                                 | Laura Letrari                                                                                | 2'16"78                                 |
| 400 m                | Stefania Pirozzi                                                                             | 4'42"68                                 | Susanna Negri                                                                                | 4'47"55                                 | Alessia Polieri                                                                              | 4'47"57                                 |
| Staffette            |                                                                                              |                                         |                                                                                              |                                         |                                                                                              |                                         |
| 4x100 m stile libero | Centro Sportivo Esercito Laura Letrari Alice Carpanese Alice Nesti Erika Ferraioli           | 3'43"93 57"00 55"48 55"96 55"49         | Circolo Canottieri Aniene A Silvia Di Pietro Elena Di Liddo Elena Gemo Federica Pellegrini   | 3'45"42 56"91 56"77 57"30 54"44         | Plain Team Veneto A Silvia Copetta Aglaia Pezzato Giada Trentin Kelly Novello                | 3'48"05 57"00 57"31 56"20 57"54         |
| 4x200 m stile libero | Centro Sportivo Esercito Alice Nesti Martina De Memme Alice Carpanese Rachele Bruni          | 8'05"45 1'59"50 2'00"42 2'01"25 2'04"28 | Gruppi Sportivi Fiamme Gialle Alice Mizzau Alessia Filippi Ilaria Scarcella Arianna Barbieri | 8'11"10 1'59"72 2'01"39 2'04"70 2'05"29 | SMGM Team Lombardia Erica Buratto Elisa Biava Roberta Ioppi Susanna Negri                    | 8'13"73 2'01"58 2'03"14 2'03"63 2'05"38 |
| 4x100 m misti        | Circolo Canottieri Aniene A Elena Gemo Giulia De Ascentis Elena Di Liddo Federica Pellegrini | 4'06"64 1'02"15 1'10"26 59"10 55"13     | Centro Sportivo Esercito Valentina De Nardi Chiara Boggiatto Laura Letrari Erika Ferraioli   | 4'08"67 1'03"72 1'08"88 1'00"83 55"24   | Circolo Canottieri Aniene B Romina Armellini Ombretta Plos Silvia Di Pietro Gigliola Tecchio | 4'09"92 1'03"41 1'11"11 59"47 55"93     |

### Classifiche per società

#### Maschile
| Pos.    | Società                         | Pti    |
| ------- | ------------------------------- | ------ |
| Oro     | Circolo Canottieri Aniene       | 314.00 |
| Argento | Gruppo Sportivo Fiamme Oro Roma | 187.00 |
| Bronzo  | Larus Nuoto                     | 148.75 |
| 4.      | Centro Sportivo Esercito        | 139.00 |
| 5.      | Forum Sport Center              | 114.50 |
| 6.      | Gruppo Sportivo Forestale       | 104.00 |
| 7.      | SMGM Team Nuoto Lombardia       | 100.75 |
| 8.      | Centro Sportivo Carabinieri     | 87.50  |
| 9.      | Gruppi Sportivi Fiamme Gialle   | 65.50  |
| 10.     | GEAS Nuoto                      | 63.00  |

#### Femminile
| Pos.    | Società                       | Pti    |
| ------- | ----------------------------- | ------ |
| Oro     | Circolo Canottieri Aniene     | 281.25 |
| Argento | Centro Sportivo Esercito      | 271.00 |
| Bronzo  | Plain Team Veneto             | 157.50 |
| 4.      | Gruppi Sportivi Fiamme Gialle | 149.50 |
| 5.      | SMGM Team Nuoto Lombardia     | 114.00 |
| 6.      | Imolanuoto                    | 87.00  |
| 7.      | Nuoto Livorno                 | 73.50  |
| 8.      | Forum Sport Center            | 67.00  |
| 9.      | Nuoto Club Azzurra 1991       | 65.00  |
| 9.      | Bolzano Nuoto                 | 65.00  |